# 87 Dywizja Piechoty (III Rzesza)
87 Dywizja Piechoty (niem. 87. Infanterie-Division) – niemiecka dywizja z czasów II wojny światowej, sformowana na mocy rozkazu z 26 sierpnia 1939, w 2. fali mobilizacyjnej w Altenburgu w IV. Okręgu Wojskowym.

## Struktura organizacyjna
- Struktura organizacyjna w sierpniu 1939:

173., 185. i 187. pułk piechoty, 187. pułk artylerii, 187. batalion pionierów, 187. oddział rozpoznawczy, 187. oddział przeciwpancerny, 187. oddział łączności, 187. polowy batalion zapasowy;
- Struktura organizacyjna w kwietniu 1944:

173., 185. i 187. pułk grenadierów, 187. pułk artylerii, 187. batalion pionierów, 87. dywizyjny batalion fizylierów, 187. oddział przeciwpancerny, 187. oddział łączności, 187. polowy batalion zapasowy.

## Dowódcy dywizji
- Generalmajor (Generalleutnant) Bogislav von Studnitz 26 VIII 1939 – 17 II 1942;
- General Walther Lucht 17 II 1942 – 1 III 1942;
- Generalleutnant Bogislav von Studnitz 1 III 1942 – 22 VIII 1942;
- Generalleutnant Werner Richter 22 VIII 1942 – 1 II 1943;
- Generalleutnant Walter Hartmann 1 II 1943 – 22 XI 1943;
- Generalleutnant Mauritz Freiherr von Strachwitz 22 XI 1943 – VIII 1944;
- Generalleutnant Gerhard Feyerabend  VIII 1944 – IX 1944;
- Generalmajor Helmuth Walter IX 1944 – 16 I 1945;
- Generalleutnant Mauritz Freiherr von Strachwitz 16 I 1945 – 8 V 1945